# Aulnay-l'Aître
Pour les articles homonymes, voir Aulnay et Aître.
Aulnay-l'Aître /ɔ.ne lɛt(.)ʁ(ə)/ (à prononcer ɔnɛ, le « l » étant muet[réf. nécessaire]) est une commune française, située dans le département de la Marne en région Grand Est.

## Géographie
Le village d'Aulnay-l'Aître appartient au canton de Vitry-le-François-Est et à l'arrondissement de Vitry-le-François. La ville la plus proche d'Aulnay-l'Aître est Vitry-le-François à environ 10 kilomètres.
Aulnay-l'Aître est arrosée par le Fion et par le Ru, affluent du précédent, qui sert de frontière avec la commune de Saint-Amand-sur-Fion à l'est. Le village se situe dans la vallée du Fion, à environ 100 mètres d'altitude. Au nord, le Mont Billard culmine à 181 mètres. Au sud-ouest, la route nationale 44 marque la limite de la commune avec Ablancourt.
Les villages les plus proches d'Aulnay-l'Aître sont : 
- Coulvagny à environ 2,2 kilomètres ;
- Ablancourt à environ 3,6 kilomètres ;
- Saint-Amand-sur-Fion à environ 4 kilomètres ;
- La Chaussée-sur-Marne à environ 4,1 kilomètres ;
- La Cense des Prés à environ 4,8 kilomètres ;
- Soulanges à environ 5,9 kilomètres.

| La Chaussée-sur-Marne |                |                      |
|                       | Aulnay-l'Aître | Saint-Amand-sur-Fion |
| Ablancourt            | Soulanges      |                      |

### Hydrographie
La commune est dans la région hydrographique « la Seine de sa source au confluent de l'Oise (exclu) » au sein du bassin Seine-Normandie. Elle est drainée par le Fion et le Ru,.
Le Fion, d'une longueur de 21 km, prend sa source dans la commune de Bassu et se jette  dans la Marne à La Chaussée-sur-Marne, après avoir traversé sept communes.

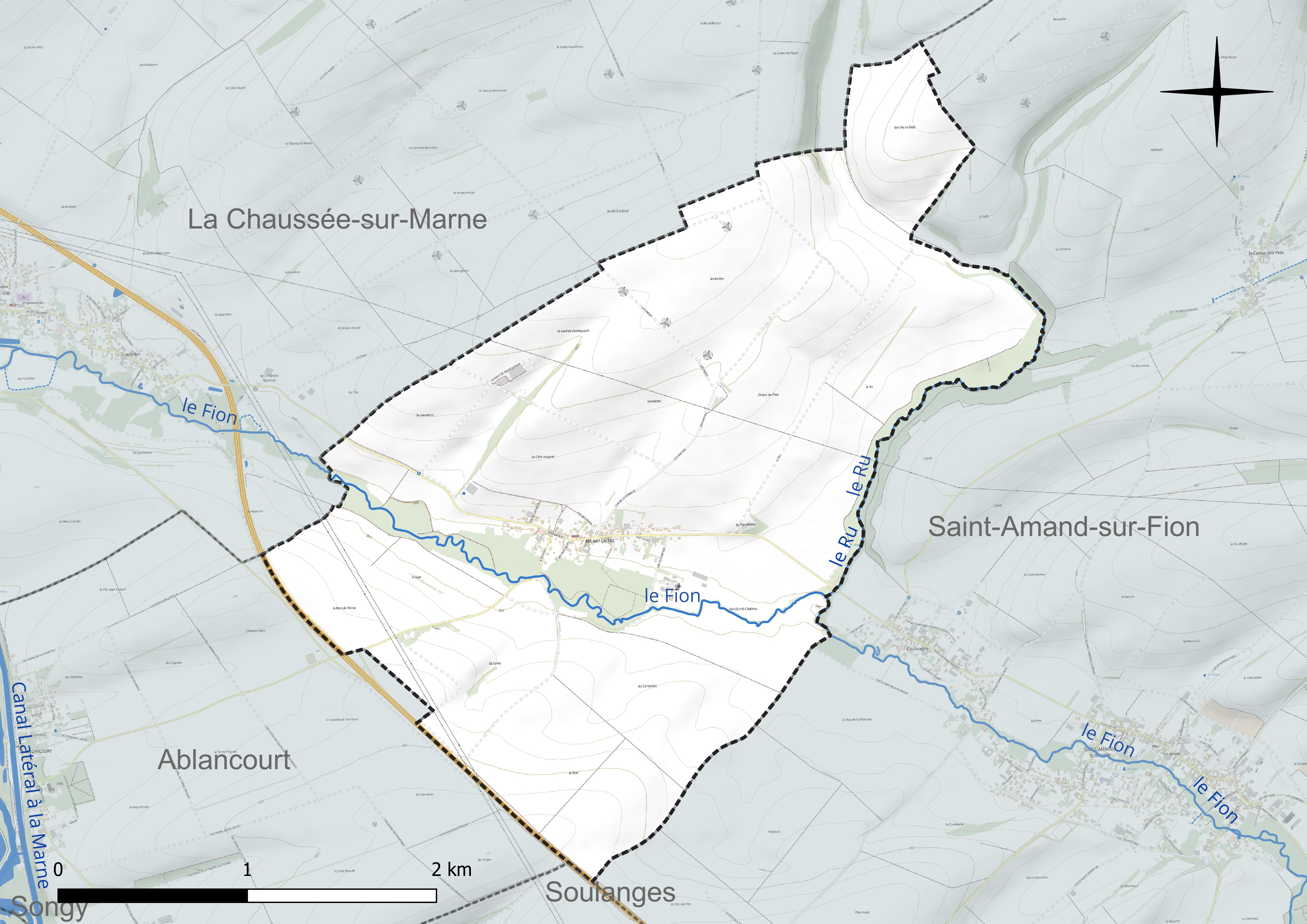
Réseau hydrographique d'Aulnay-l'Aître.

### Climat
Pour des articles plus généraux, voir Climat du Grand Est et Climat de la Marne.
En 2010, le climat de la commune est de type climat océanique dégradé des plaines du Centre et du Nord, selon une étude du Centre national de la recherche scientifique s'appuyant sur une série de données couvrant la période 1971-2000. En 2020, Météo-France publie une typologie des climats de la France métropolitaine dans laquelle la commune est exposée à un climat océanique altéré et est dans la région climatique Nord-est du bassin Parisien, caractérisée par un ensoleillement médiocre, une pluviométrie moyenne régulièrement répartie au cours de l’année et un hiver froid (3 °C).
Pour la période 1971-2000, la température annuelle moyenne est de 10,4 °C, avec une amplitude thermique annuelle de 15,7 °C. Le cumul annuel moyen de précipitations est de 725 mm, avec 11,9 jours de précipitations en janvier et 8,3 jours en juillet. Pour la période 1991-2020, la température moyenne annuelle observée sur la station météorologique de Météo-France la plus proche, « Frignicourt », sur la commune de Frignicourt à 14 km à vol d'oiseau, est de 11,5 °C et le cumul annuel moyen de précipitations est de 694,6 mm. 
La température maximale relevée sur cette station est de 41,7 °C, atteinte le 25 juillet 2019 ; la température minimale est de −22 °C, atteinte le 9 janvier 1985,,.
Les paramètres climatiques de la commune ont été estimés pour le milieu du siècle (2041-2070) selon différents scénarios d'émission de gaz à effet de serre à partir des nouvelles projections climatiques de référence DRIAS-2020. Ils sont consultables sur un site dédié publié par Météo-France en novembre 2022.

## Urbanisme

### Typologie
Au 1er janvier 2024, Aulnay-l'Aître est catégorisée commune rurale à habitat dispersé, selon la nouvelle grille communale de densité à sept niveaux définie par l'Insee en 2022.
Elle est située hors unité urbaine. Par ailleurs la commune fait partie de l'aire d'attraction de Châlons-en-Champagne, dont elle est une commune de la couronne,. Cette aire, qui regroupe 97 communes, est catégorisée dans les aires de 50 000 à moins de 200 000 habitants,.

### Occupation des sols
L'occupation des sols de la commune, telle qu'elle ressort de la base de données européenne d’occupation biophysique des sols Corine Land Cover (CLC), est marquée par l'importance des territoires agricoles (95,4 % en 2018), une proportion identique à celle de 1990 (95,4 %). La répartition détaillée en 2018 est la suivante : 
terres arables (90,1 %), zones agricoles hétérogènes (5,3 %), zones urbanisées (3 %), forêts (1,6 %). L'évolution de l’occupation des sols de la commune et de ses infrastructures peut être observée sur les différentes représentations cartographiques du territoire : la carte de Cassini (XVIIIe siècle), la carte d'état-major (1820-1866) et les cartes ou photos aériennes de l'IGN pour la période actuelle (1950 à aujourd'hui).

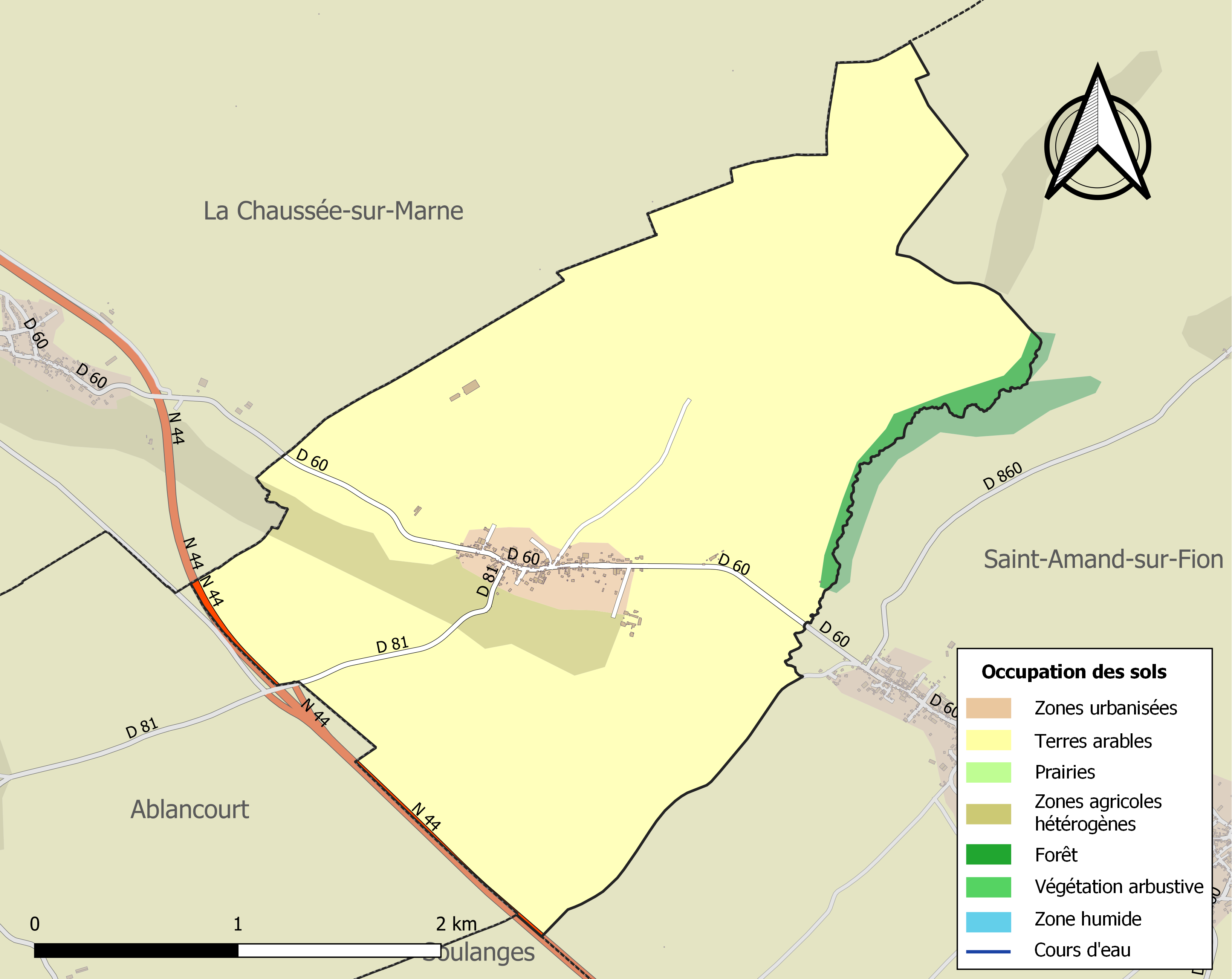
Carte des infrastructures et de l'occupation des sols de la commune en 2018 (CLC).

## Toponymie
Les mentions les plus anciennes de la localité sont : Alnidum 850, Alnetum 1107, Auneium 1201, L'Aunoi, Aunoi, Aunai v. 1222, Aunaium v. 1252, Aunayum Atrium 1301, Aulnay-l'Aistre lez Aulnay-le-Chastel 1349, Aulnoy, Aulnoy-l'Aître 1397, Aunoy-l'Aistre 1403, Aulneyum Atrium 1542, Aulnay-l'Estrée 1556, la terre et seigneurie d'Aunay, près de Chaalons-en-Champaigne 1572, Auney, près de Pougny 1711, Aulnay-l'Estre v.1757,, Aulnay-l'Etre v. 1850.

Selon E. Nègre le village tire son étymologie de alnetum composé du latin alnus "aulne" +  suff. collectif -etum, d'où "bois d'aunes, aunaie",.

La citation de 1349 montre que l'on distinguait le village du château d'Aulnay, ce qui subsista jusqu'à la fin du XIXe siècle.
Aître : de l'ancien français d'oïl aitre, atrie, aistre  issu du latin atrium « entrée », qui signifie « parvis d'église, cimetière ». L'acceptation cimetière pourrait être une allusion à la mauvaise réputation du marais voisin.

## Histoire
En 1789, Aulnay-l'Aître faisait partie de l'élection de Vitry et était régi par la coutume de cette même ville. L'église paroissiale était annexe de celle d'Ablancourt, diocèse de Châlons, doyenné de Vitry-le-Brûlé, était consacrée à saint Pierre et à saint Paul.
Au Moyen Âge, le village était le siège de la maison d'Aulnay, une importante famille champenoise, dont plusieurs de ses membres ont été maréchal de Champagne et qui a fondé la baronnie d'Arcadie.

## Politique et administration
| Période                                  | Période                      | Identité       | Étiquette | Qualité |
| ---------------------------------------- | ---------------------------- | -------------- | --------- | ------- |
| 1876                                     | 1880                         | Lonclas        |           |         |
| Les données manquantes sont à compléter. |                              |                |           |         |
| 2001                                     | 2011                         | Anne Gobrecht  | DLR       |         |
| 2011                                     | 2014                         | Éric Scieur    |           |         |
| 2014                                     | En cours (au 4 juillet 2014) | Michel Lonclas |           |         |

## Équipements et services publics

### Eau et déchets
Par convention entre la communauté de communes et le Syndicat mixte du Sud-Est Marnais (SYMSEM), les habitants d'Aulnay-l'Aître ont accès à la déchèterie de Pogny, gérée par le SYMSEM.

## Démographie
L'évolution du nombre d'habitants est connue à travers les recensements de la population effectués dans la commune depuis 1793. Pour les communes de moins de 10 000 habitants, une enquête de recensement portant sur toute la population est réalisée tous les cinq ans, les populations de référence des années intermédiaires étant quant à elles estimées par interpolation ou extrapolation. Pour la commune, le premier recensement exhaustif entrant dans le cadre du nouveau dispositif a été réalisé en 2007.

En 2022, la commune comptait 176 habitants, en évolution de +3,53 % par rapport à 2016 (Marne : −1,19 %, France hors Mayotte : +2,11 %).
| 1793 | 1800 | 1806 | 1821 | 1831 | 1836 | 1841 | 1846 | 1851 |
| ---- | ---- | ---- | ---- | ---- | ---- | ---- | ---- | ---- |
| 165  | 197  | 217  | 208  | 253  | 261  | 235  | 213  | 216  |

| 1856 | 1861 | 1866 | 1872 | 1876 | 1881 | 1886 | 1891 | 1896 |
| ---- | ---- | ---- | ---- | ---- | ---- | ---- | ---- | ---- |
| 217  | 197  | 189  | 182  | 160  | 173  | 164  | 163  | 143  |

| 1901 | 1906 | 1911 | 1921 | 1926 | 1931 | 1936 | 1946 | 1954 |
| ---- | ---- | ---- | ---- | ---- | ---- | ---- | ---- | ---- |
| 138  | 127  | 143  | 113  | 120  | 138  | 165  | 128  | 128  |

| 1962 | 1968 | 1975 | 1982 | 1990 | 1999 | 2006 | 2007 | 2012 |
| ---- | ---- | ---- | ---- | ---- | ---- | ---- | ---- | ---- |
| 137  | 124  | 111  | 127  | 129  | 122  | 133  | 134  | 143  |

| 2017 | 2022 | - | - | - | - | - | - | - |
| ---- | ---- | - | - | - | - | - | - | - |
| 181  | 176  | - | - | - | - | - | - | - |

## Culture locale et patrimoine

### Lieux et monuments
- Château du début du XVIIIe siècle coiffé d'un vaste toit à la Mansard.

### Personnalités liées à la commune
- Vilain d'Aulnay, qui fut maréchal de Romanie et premier baron d'Arcadie, dans la principauté d'Achaïe.